# Staurothele
Staurothele is een geslacht van korstmossen dat behoort tot de familie Verrucariaceae van de ascomyceten. De typesoort is Staurothele clopima.

## Soorten
Volgens Index Fungorum telt het geslacht 23 soorten (peildatum februari 2023):
| Soortnaam                                     | Auteur(s)                  | Publicatiejaar |
| --------------------------------------------- | -------------------------- | -------------- |
| Staurothele alboterrestris                    | van den Boom & Etayo       | 2017           |
| Staurothele ambrosiana                        | (A. Massal.) Lettau        | 1914           |
| Staurothele arctica                           | Lynge                      | 1937           |
| Staurothele areolata                          | (Ach.) Lettau              | 1912           |
| Staurothele bacilligera                       | (Arnold) Arnold            | 1885           |
| Staurothele caesia                            | (Arnold) Arnold            | 1885           |
| Staurothele clopima                           | (Wahlenb. ex Ach.) Th. Fr. | 1861           |
| Staurothele dendritica                        | V. Wirth                   | 2006           |
| Staurothele desquamescens                     | (Zahlbr.) Aptroot          | 2004           |
| Staurothele fissa                             | (Taylor) Zwackh            | 1862           |
| Staurothele frustulenta (Roze rivierkorst)    | Vain.                      | 1921           |
| Staurothele geoica                            | Zschacke                   | 1919           |
| Staurothele guestphalica                      | (J. Lahm ex Körb.) Arnold  | 1885           |
| Staurothele honghensis                        | H. Harada & Li S. Wang     | 2006           |
| Staurothele hymenogonia (Donkere rivierkorst) | (Nyl.) Th. Fr.             | 1865           |
| Staurothele nemorum                           | C.A. Morse & Ladd          | 2019           |
| Staurothele oxneri                            | S.Y. Kondr., Lőkös & Hur   | 2016           |
| Staurothele pulvinata                         | (Th. Fr.) Heiðm.           | 2017           |
| Staurothele rufa                              | (A. Massal.) Zschacke      | 1913           |
| Staurothele rugulosa                          | (A. Massal.) Arnold        | 1897           |
| Staurothele rupifraga                         | (A. Massal.) Arnold        | 1881           |
| Staurothele septentrionalis                   | Lynge                      | 1928           |
| Staurothele succedens                         | (Rehm) Arnold              | 1881           |